# Yuri Solinger
Yuri Solinger (Vierhuizen, 19 augustus 1979) is een Nederlandse oud-langebaanschaatser en algemeen directeur van iSkate.

## Biografie
Solinger was gespecialiseerd in de 1000 en 1500 meter. Hij begon zijn schaatscarrière bij Jong Oranje. In 1999 eindigde Solinger als tweede op het WK Junioren in Åmot/Geithus, achter wereldkampioen Mark Tuitert. Ook werd hij tweede op de 3000 meter, wederom achter Tuitert. Hierna probeerde Solinger aansluiting te krijgen bij de schaatstop, maar het dichtst kwam hij daarbij in de buurt tijdens het NK Allround 2002 in Alkmaar toen hij net naast het podium eindigde. In 2004 werd Solinger tweede bij Eindhoven Trofee, achter Jan Bos.
Tot seizoen 2006/2007 schaatste bij het Nederlandse TVM-team. Daarna richtte Solinger zijn eigen ploeg op die later bekend werd als APPM. Nadat hij gestopt was met schaatsen ging hij verder als manager van die ploeg. In 2010 richtte hij iSkate op waar APPM in opging. Tegenwoordig valt de sprintploeg Team Beslist.nl van Gerard van Velde en Team AfterPay van Dennis van der Gun hier onder. Na het afhaken van beslist.nl is Solinger in gesprek met Team Plantina voor een nieuw sprintcollectief.

## Persoonlijk records
| Afstand      | Tijd     | Datum         | Baan    |
| ------------ | -------- | ------------- | ------- |
| 500 meter    | 36,06    | 17 maart 2007 | Calgary |
| 1000 meter   | 1.09,72  | 17 maart 2007 | Calgary |
| 1500 meter   | 1.46,50  | 20 maart 2003 | Calgary |
| 3000 meter   | 3.47,53  | 21 maart 2002 | Calgary |
| 5000 meter   | 6.32,62  | 19 maart 2003 | Calgary |
| 10.000 meter | 14.01,14 | 17 maart 2000 | Calgary |

## Resultaten
| Jaar | NK Afstanden                             | NK Allround | NK Sprint | Wereldbeker                 | WK Junioren |
| ---- | ---------------------------------------- | ----------- | --------- | --------------------------- | ----------- |
| 1998 | 19e 1000m                                | 13e         |           |                             |             |
| 1999 | 13e 500m                                 | 10e         |           |                             | Zilver      |
| 2000 | 15e 1500m 11e 5000m 8e 10.000m           | 16e         | 14e       |                             |             |
| 2001 | 13e 1000m 14e 1500m 11e 5000m 7e 10.000m | 11e         |           |                             |             |
| 2002 | 8e 1000m 5e 1500m 17e 5000m              | 4e          | 8e        | 49e 1500m                   |             |
| 2003 | 8e 1000m 15e 1500m 13e 5000m 8e 10.000m  | 9e          | 10e       |                             |             |
| 2004 | 10e 500m 12e 1000m 11e 1500m             | 13e         | 9e        |                             |             |
| 2005 | 7e 500m 9e 1000m 11e 1500m               |             | 6e        | 21e 100m 42e 500m 35e 1000m |             |
| 2006 | 8e 500m 11e 1000m 16e 1500m              |             |           |                             |             |
| 2007 | 19e 500m 13e 1000m 11e 1500m             | 17e         | 13e       |                             |             |
| 2008 | 18e 500m 11e 1000m 16e 1500m             |             | 17e       |                             |             |
| 2009 | 16e 1000m 17e 1500m                      |             |           |                             |             |

### Medaillespiegel
| Kampioenschap | Goud · | Zilver · | Brons · |
| ------------- | ------ | -------- | ------- |
| WK Junioren   | 0      | 1        | 0       |